# 岡本定義
岡本 定義（おかもと さだよし、1965年7月27日 - ）は、宅録ユニットCOILのメンバー。オフィスオーガスタ所属。Chappie、元ちとせ、杏子への楽曲提供も行っている。2007年10月に、自主レーベルSandwichRecordsよりソロアルバム｢象牙の塔｣をリリースした。実弟は、元いんぐりもんぐりのベーシスト、岡本誠司。

## 本
- 岡本定義全詩集 1998～2008